# Heliosia jucunda
Heliosia jucunda är en fjärilsart som beskrevs av Walker 1854. Heliosia jucunda ingår i släktet Heliosia och familjen björnspinnare. Inga underarter finns listade i Catalogue of Life.